# Torre di San Giovanni (Posada)
La Torre di San Giovanni è un'antica torre aragonese situata nell'omonima borgata marina, frazione di Posada. La sua funzione è stata principalmente quella di avvistamento e difesa da navi nemiche, come ad esempio quelle saracene (del Mashreq) e barbaresche (del Maghreb), molto frequenti in questo tratto di costa dal facile accesso.

## Storia
Venne costruita dagli aragonesi prima del 1591, a protezione di un antico porto oggi non più presente (che però non va confuso con il Portus Luguidonis, dato che non era ormai più presente da secoli)  e delle coste vicine, ma col passare degli anni fu abbandonata più volte: nel 1720 risultava già in stato di abbandono, venne successivamente ristrutturata nel 1778 e fu nuovamente abbandonata sul finire del secolo.
In occasione della spedizione francese in Sardegna (1793), primo conflitto che affrontò l'allora tenente colonnello Napoleone Bonaparte, la torre venne riparata e nuovamente presidiata da truppe di avvistamento, ma, dopo qualche tempo, venne di nuovo abbandonata definitivamente.
La torre ha sempre avuto una funzione di avvistamento, i due/tre soldati che risiedevano all'interno della torre erano dotati di armamento leggero e il loro principale compito era quello di comunicare con la vicina torre di Santa Lucia e, in caso di avvistamento di navi nemiche, dare l'allarme agli abitanti. È importante ricordare che nei primi del Seicento non esisteva una fonderia: perciò i cannoni, le armi, i proiettili e quant'altro che faceva parte del sistema di difesa e dell'armamentario arrivava in Baronia da fuori Sardegna.

Un documento dei primi del seicento giustificava, da parte del Viceré del Conte del Reale, la costruzione di questa torre e di quella di Santa Lucia:
(Vittorio Sella, Un castello e due torri: fra storia e leggenda)

## Struttura

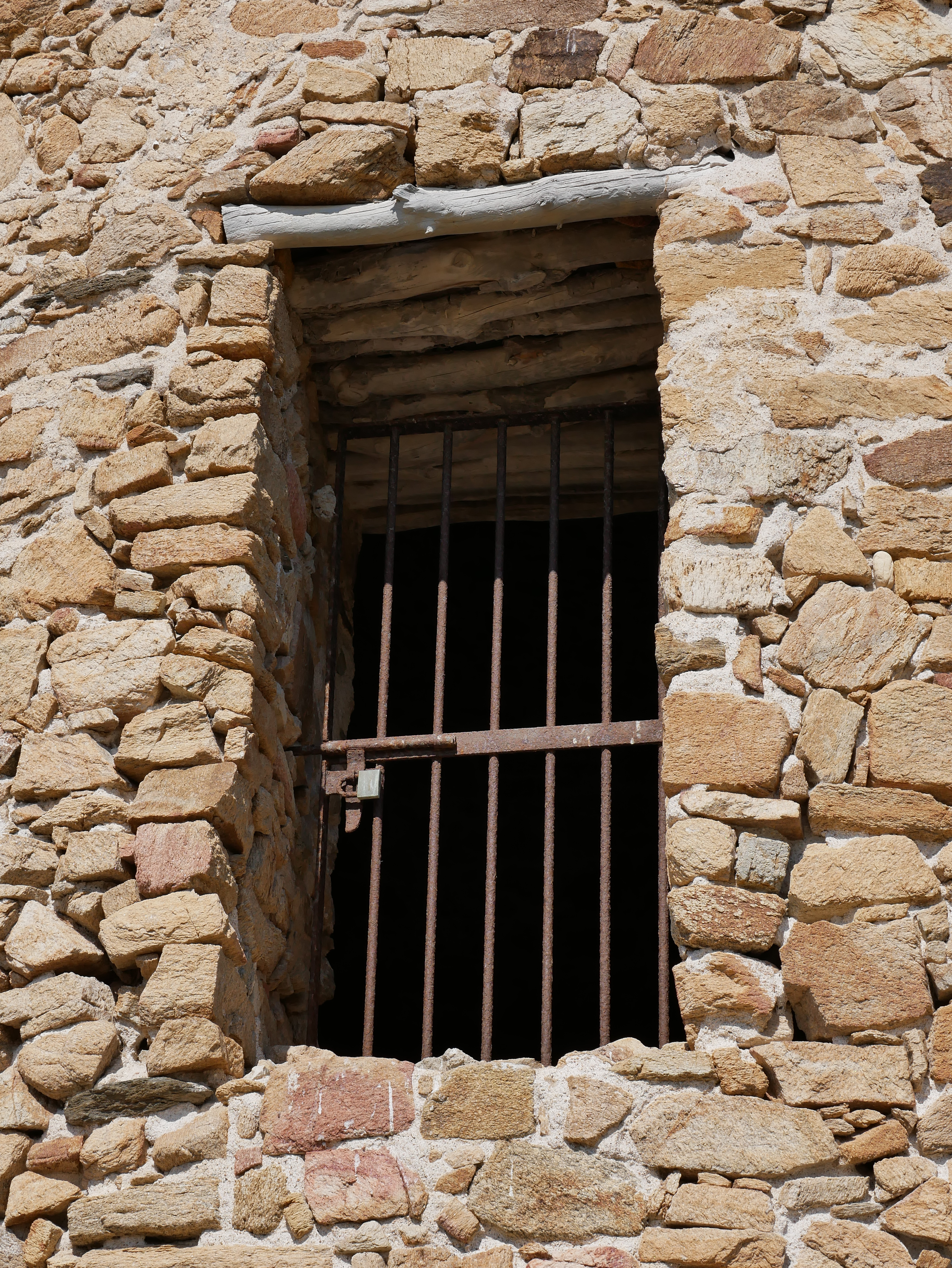
Particolare dell'ingresso della torre, ad oggi sbarrato.

La torre è situata sul tratto di costa a sud-est del castello della Fava, in prossimità della riva e, in situazioni di mare in burrasca, le onde la raggiungono facilmente, ma nonostante questo la torre è ancora in discrete condizioni.
È costruita in granito rosa, lo stesso materiale di cui sono costituiti gli scogli a qualche metro di distanza da essa. Ha una forma troncoconica alla base e cilindrica nella parte superiore, è alta 10 metri ed ha un diametro alla base di 8,40 metri. 
L'ingresso, posto a 4 metri di altezza, porta ad una piccola camera con volta a cupola nella quale è presente una botola per salire sulla terrazza, nel cui parapetto sono ancora visibili le cannoniere. Si può notare che l'architrave della torre è fatto di legno, probabilmente di ginepro, unico legno della zona che può resistere per oltre 400 anni. Purtroppo però, al giorno d'oggi, non è possibile entrare all'interno della torre, sia perché non è presente nessuna scala per raggiungere l'ingresso, sia perché l'ingresso stesso è sbarrato, questo per il fatto che le condizioni della torre non sono ormai più adatte per far entrare in sicurezza i turisti, ma rimane comunque una bella e suggestiva attrazione turistica da visitare.

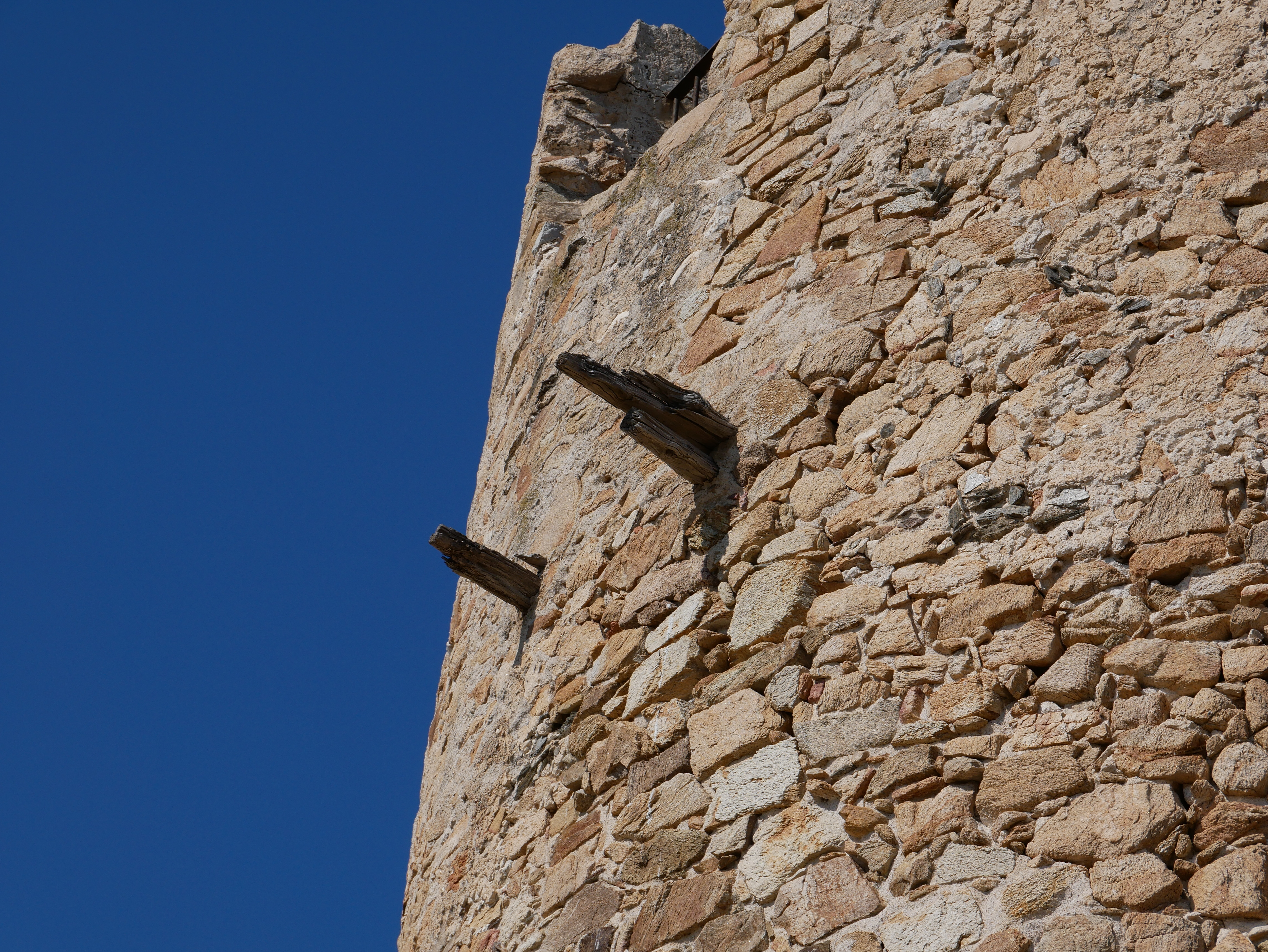
Gli architravi sporgenti della torre.

## Curiosità
Ogni anno, nei pressi della torre, si tengono dei concerti ed esibizioni estive, con ospiti illustri provenienti da tutta Italia: tra gli artisti più importanti che hanno partecipato a questi concerti troviamo Paolo Fresu, originario proprio di queste zone, Uri Caine e Ludovico Einaudi.

## Galleria d'immagini

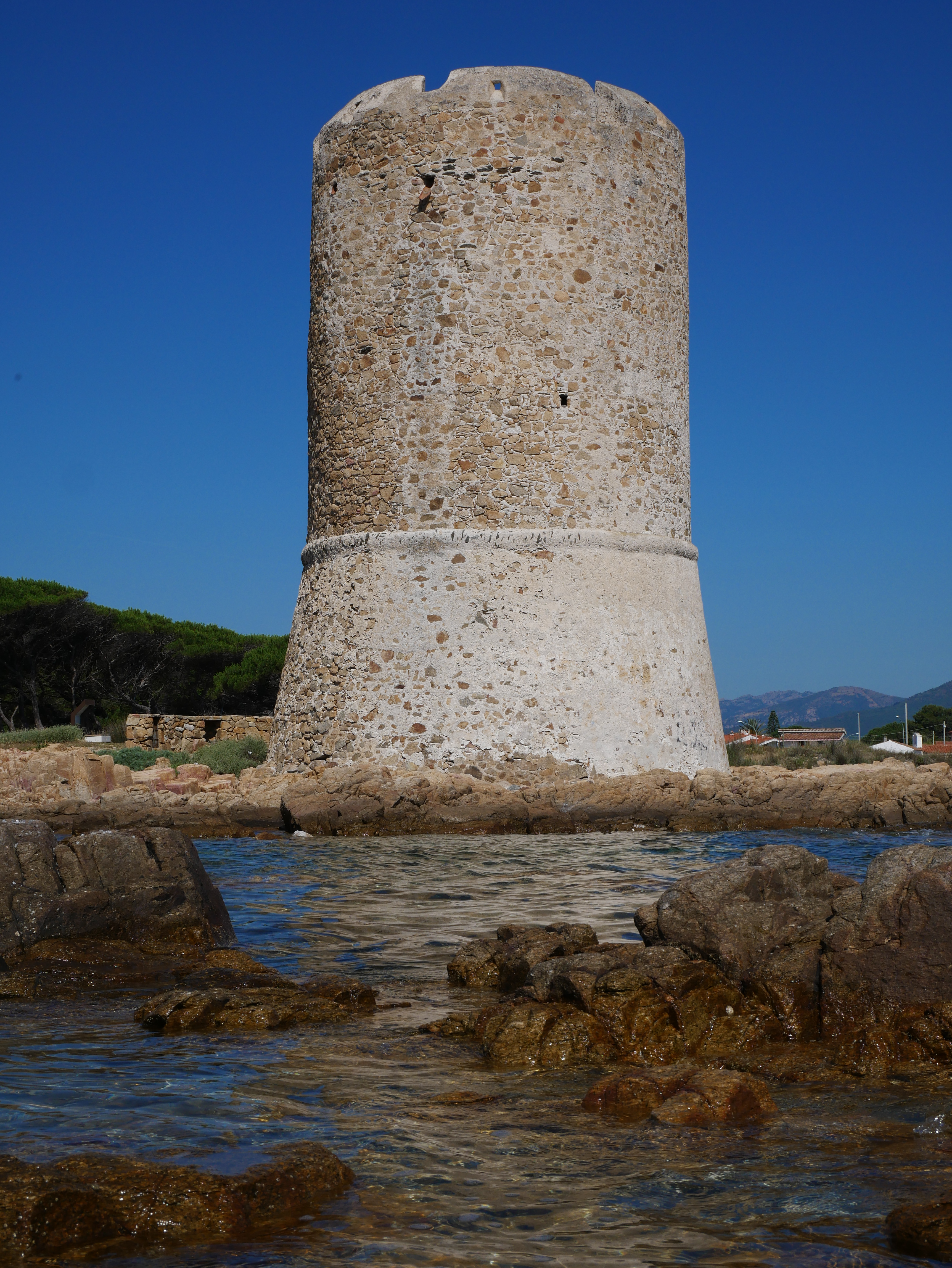
Il retro della torre di San Giovanni, si noti la vicinanza al mare
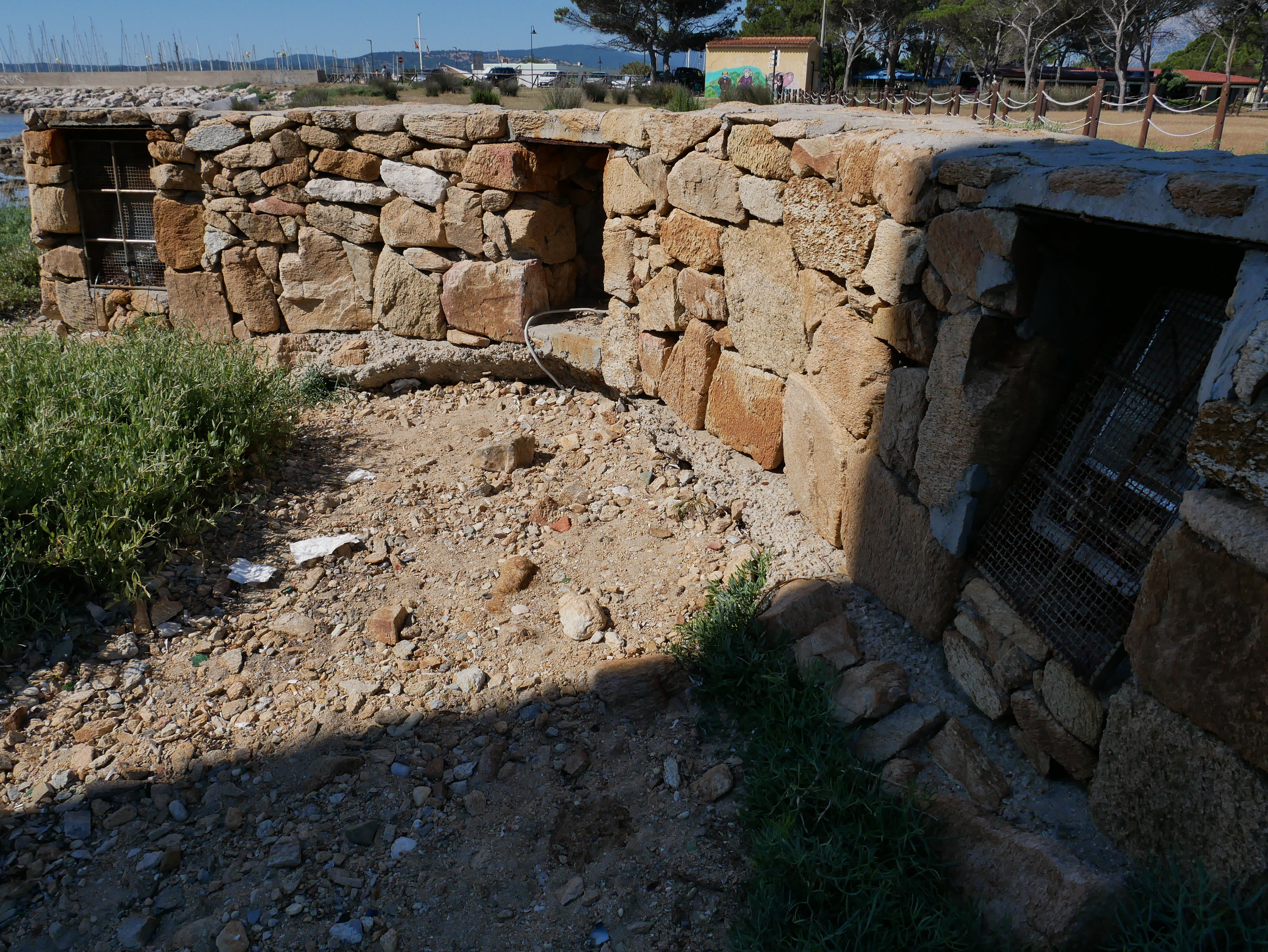
Proiettori situati di fronte alla torre che illuminano la struttura di notte
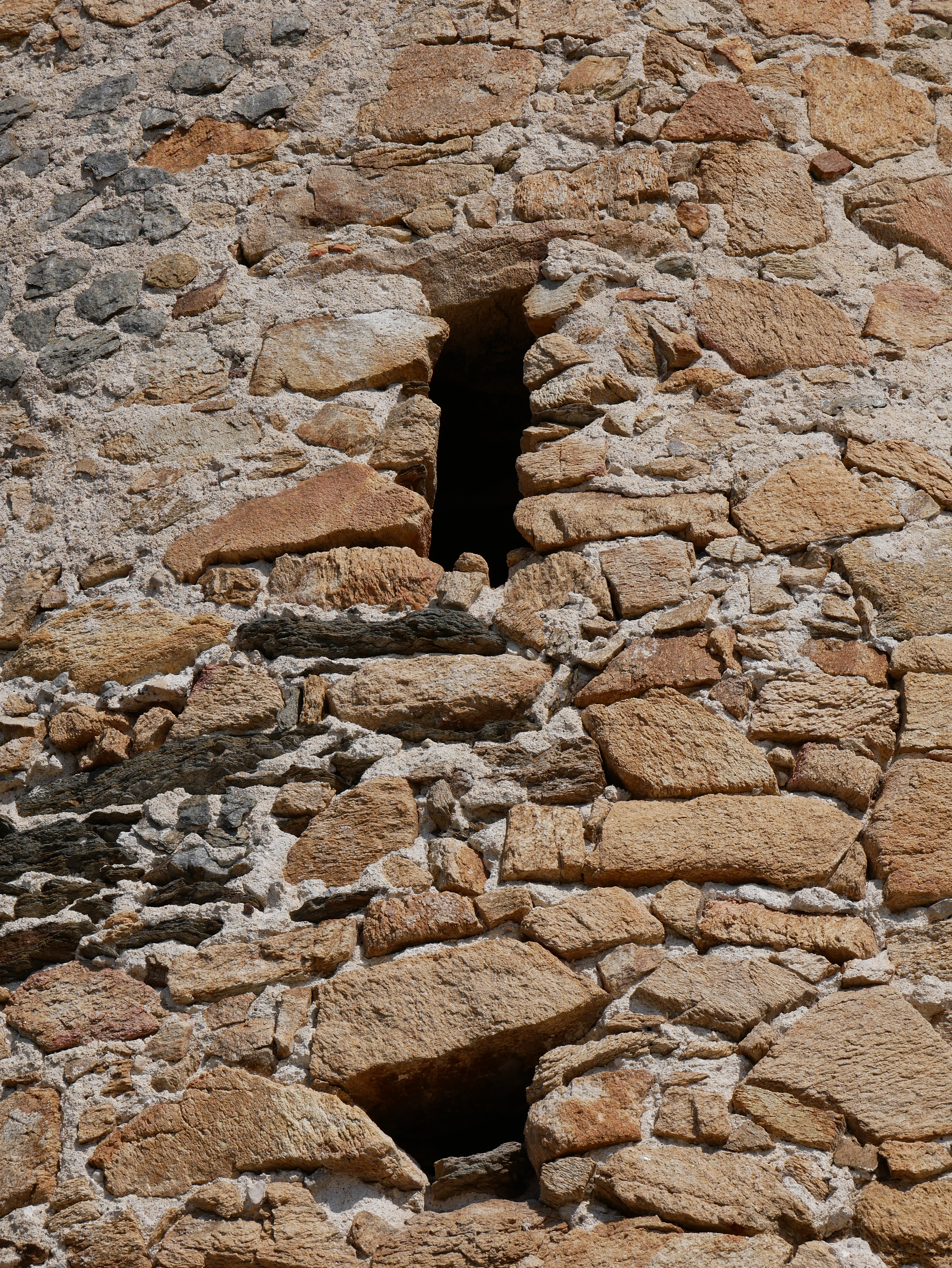
Feritoie nella parete
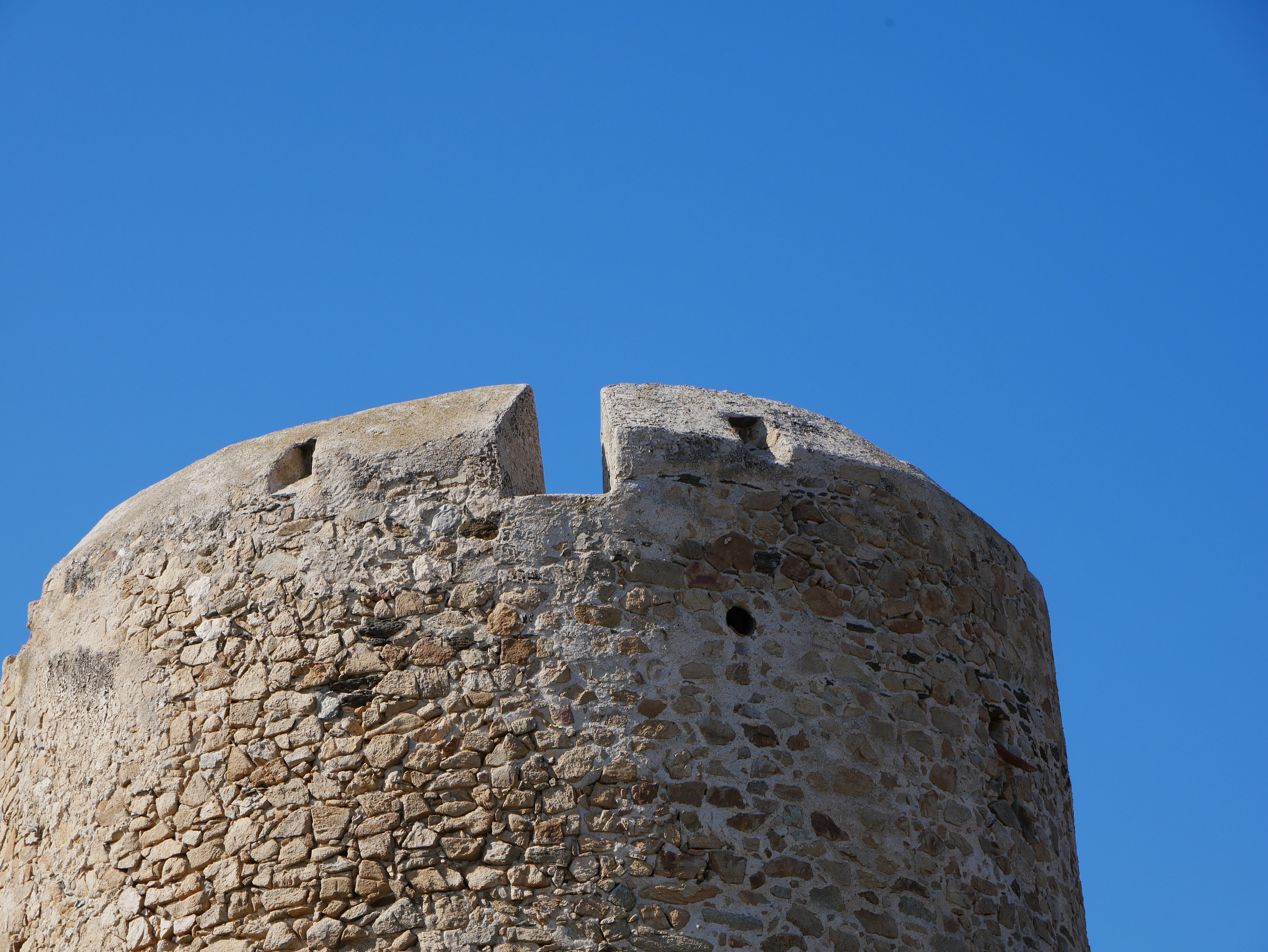
Sommità della torre
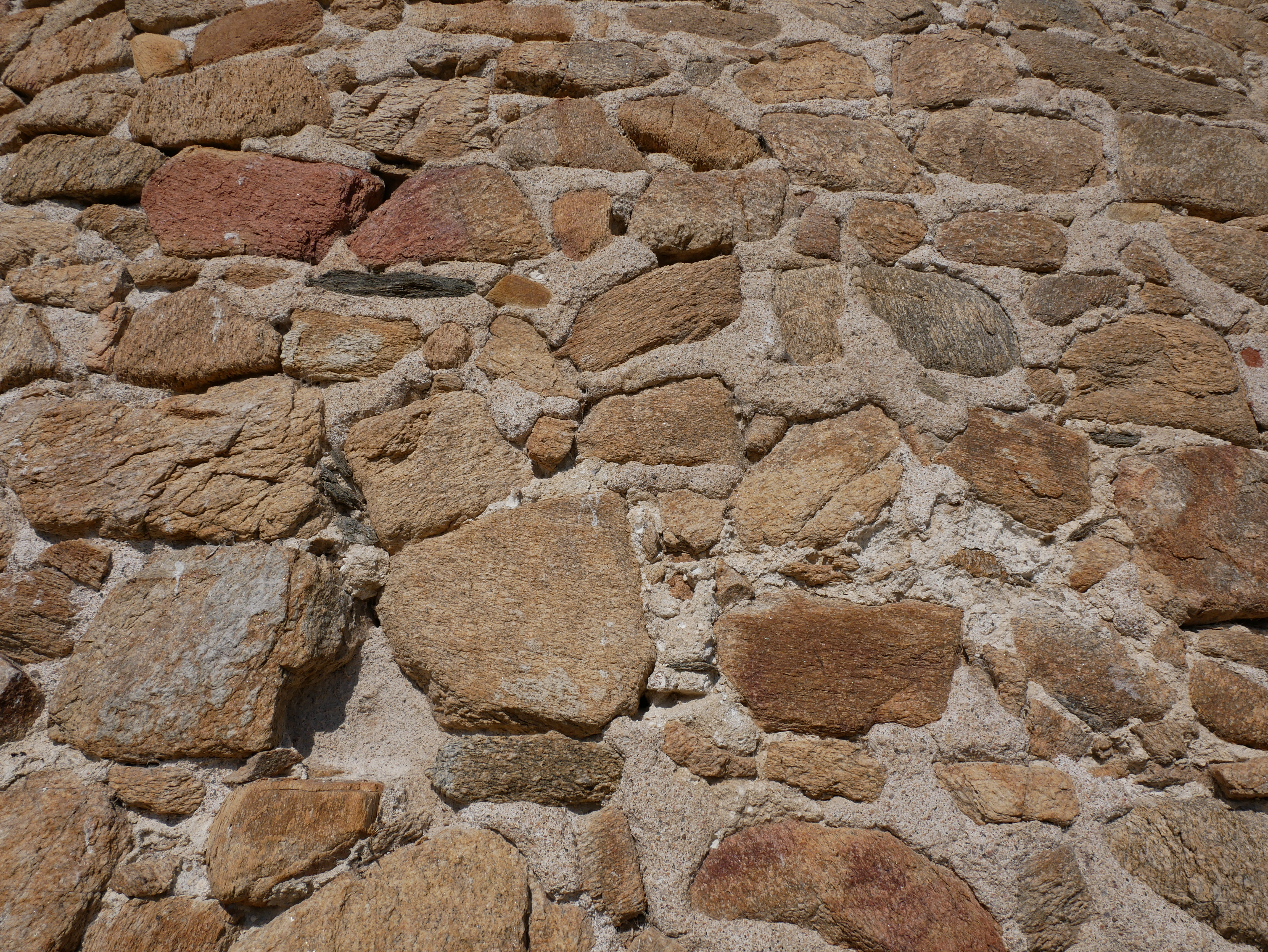
Particolare delle rocce con cui è costruita la torre
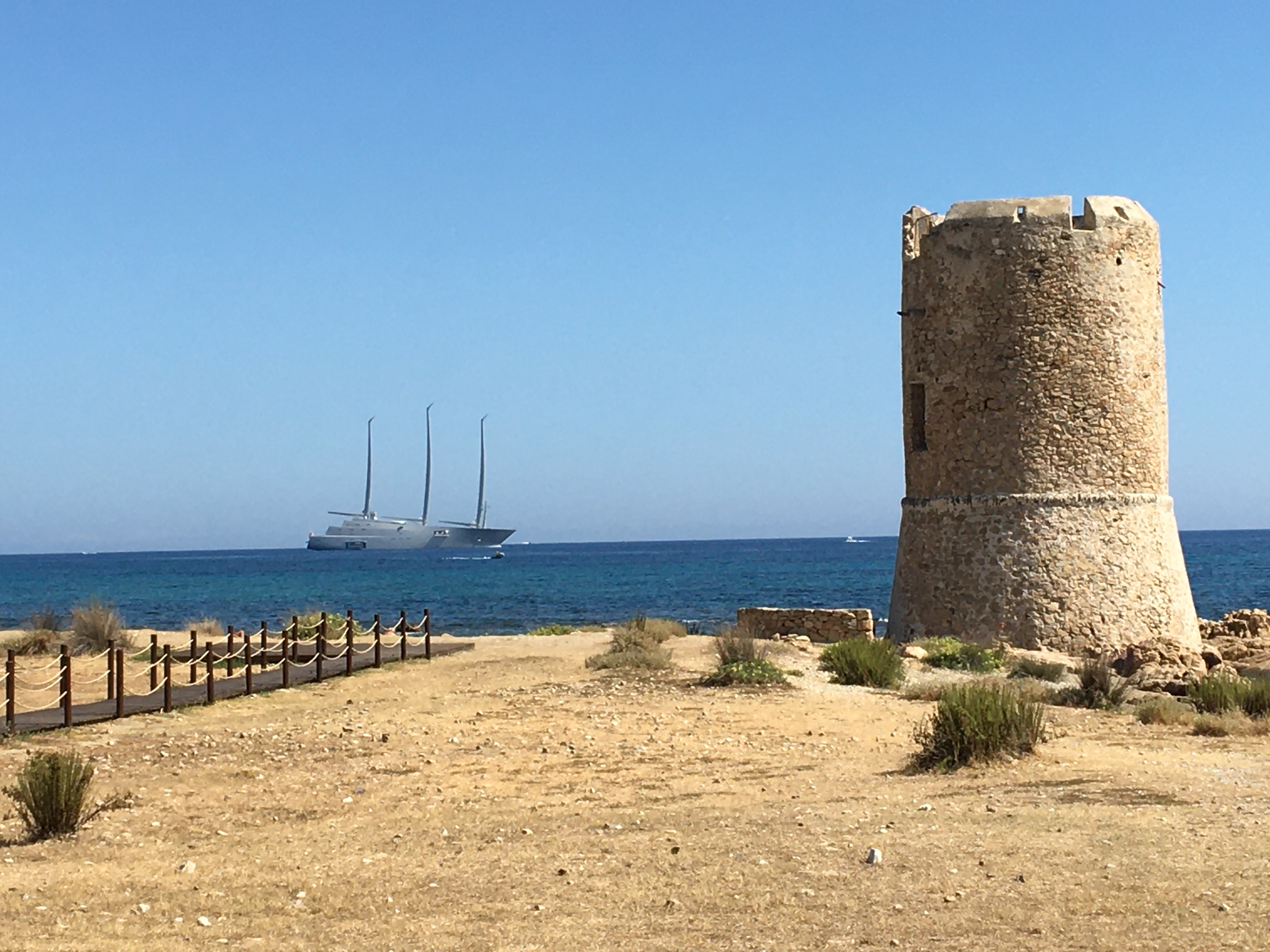
La torre di San Giovanni con sullo lo sfondo lo yacht a vela più grande del mondo, Sailing Yacht A.